# Blang Mane Barat
Blang Mane Barat is een bestuurslaag in het regentschap Bireuen van de provincie Atjeh, Indonesië. Blang Mane Barat telt 285 inwoners (volkstelling 2010).